# وی۴۵۰ عقاب
وی۴۵۰ عقاب یک ستاره است که در صورت فلکی عقاب قرار دارد.